# Fome no Sudão em 1998
A fome no Sudão em 1998 foi um desastre humanitário causado principalmente pelos abusos dos direitos humanos, bem como pela seca e pela incapacidade da comunidade internacional de reagir ao risco de fome com a velocidade adequada.  A área mais afetada foi Bahr el Ghazal, no sudoeste do Sudão. Nesta região mais de 70.000 pessoas morreram durante a fome.

## Causas
A fome foi causada quase inteiramente pelo abuso dos direitos humanos e pela guerra no sul do Sudão.  Apesar das afirmações do governo sudanês de que apenas os grupos rebeldes eram os culpados, a seca também desempenhou um papel significativo.  A Human Rights Watch responsabilizou os seguintes grupos:
- o governo do Sudão;
- a milícia Baggara;
- o Exército Popular de Libertação do Sudão;
- o senhor da guerra Dinka Kerubino Kuanyin Bol.

O governo e Kuanyin Bol são culpados por seu papel em destruir a agricultura local durante sua tentativa de tomar a cidade de Wau.  O Exército Popular de Libertação do Sudão é culpado pela sua manutenção da escravidão e pilhagem da ajuda. 
Isto foi agravado pela chegada tardia da estação chuvosa  e uma ausência de resposta à situação pela comunidade internacional. 

## Efeitos
Os efeitos sobre a região foram enormes, com o excesso de mortalidade estimado em cerca de 70.000 pessoas.   Acredita-se que muitos teriam sido deslocados, com mais de 72.000 pessoas relatadas como tendo migrado das zonas rurais ameaçadas para Wau somente a partir de maio de 1998 até agosto de 1998. Os efeitos no país incluíram - indiretamente - a fome como despesa sendo concentrada nos materiais de guerra, isto é, armamentos, suprimentos médicos, etc., ao invés de assistência a agricultura e a agropecuária. A situação em Bahr El Ghazal foi agravada pela falta de uma forte intervenção governamental, com o governo do norte não cooperando com o governo do sul.

## Consequências
Um cessar-fogo foi assinado em 15 de julho de 1998, cerca de oito meses após o governo sudanês ter feito o primeiro alerta sobre uma possível fome.  Após inúmeras prorrogações, este cessar-fogo durou quase um ano, até abril de 1999. No entanto, a milícia Baggara continuou a ignorar o cessar-fogo, reduzindo a capacidade das agências de ajuda humanitária em agir.  Graças a uma boa colheita e a este cessar-fogo, no entanto, a situação foi controlada até ao final de 1998.  Entretanto, a área permaneceu em apuros e uma série de advertências de fome surgiram desde o final de 1998.